# Lydia Wideman
Lydia Wideman   (Vilppula, 17 de maig de 1920 - Tampere, 13 d'abril de 2019), posteriorment coneguda amb el nom de casada Wideman-Lehtonen, fou una esquiadora de fons finlandesa que va competir durant les dècades 1940 i 1950.
El 1952 va prendre part en els Jocs Olímpics d'Hivern d'Oslo, on fou la primera campiona olímpica en la cursa dels 10 quilòmetres del programa d'esquí de fons. Aquesta cursa fou dominada per l'equip finlandès, que ocupà les cinc primeres posicions finals. El 1952 guanyà les tretze curses que disputà.
El febrer de 2018, després de la mort de Durward Knowles, es va convertir en la campiona olímpica més vella en dia. Va morir el 13 d'abril de 2019, amb 98 anys.